# لندن فرا میخواند
اینجا لندن است (به انگلیسی: London Calling) سومین آلبوم استودیویی گروه پانک راک انگلیسی د کلش است. این آلبوم در ۱۴ دسامبر ۱۹۷۰ توسط سی‌بی‌اس در بریتانیا و در ژانویه ۱۹۸۰ توسط لیبل اپیک رکوردز در ایالات متحده عرضه شد. ندای لندن آلبومی در سبک پست پانک است که از طیف وسیعی از سایر سبک‌ها مانند پانک، رگی، راکیبیلی، اسکا، آراندبی اورلئان، لانج جز و هارد راک تأثیر پذیرفته است.
موضوعات آلبوم مشکلات اجتماعی مانند بیکاری، تبعیض نژادی، مصرف مواد مخدر و مسئولیت‌های یک بزرگسال را در بر می‌گیرند. آلبوم با اجماع تمام نقدکنندگان امتیازات تماماً مثبتی دریافت کرد و در ردهٔ هشتم فهرست «۵۰۰ آلبوم برتر تمام دوران‌ها» ی رولینگ استون در سال ۲۰۰۳ قرار گرفت. آلبوم در ردهٔ اول جدول‌های فروش بریتانیا و ایالات متحده قرار گرفت و تک‌آهنگ اصلی آن «لندن فرامی‌خواند» در صدر نمودار ۲۰ ترانه پرفروش قرار گرفت.

## تهیه‌کنندگی و ضبط

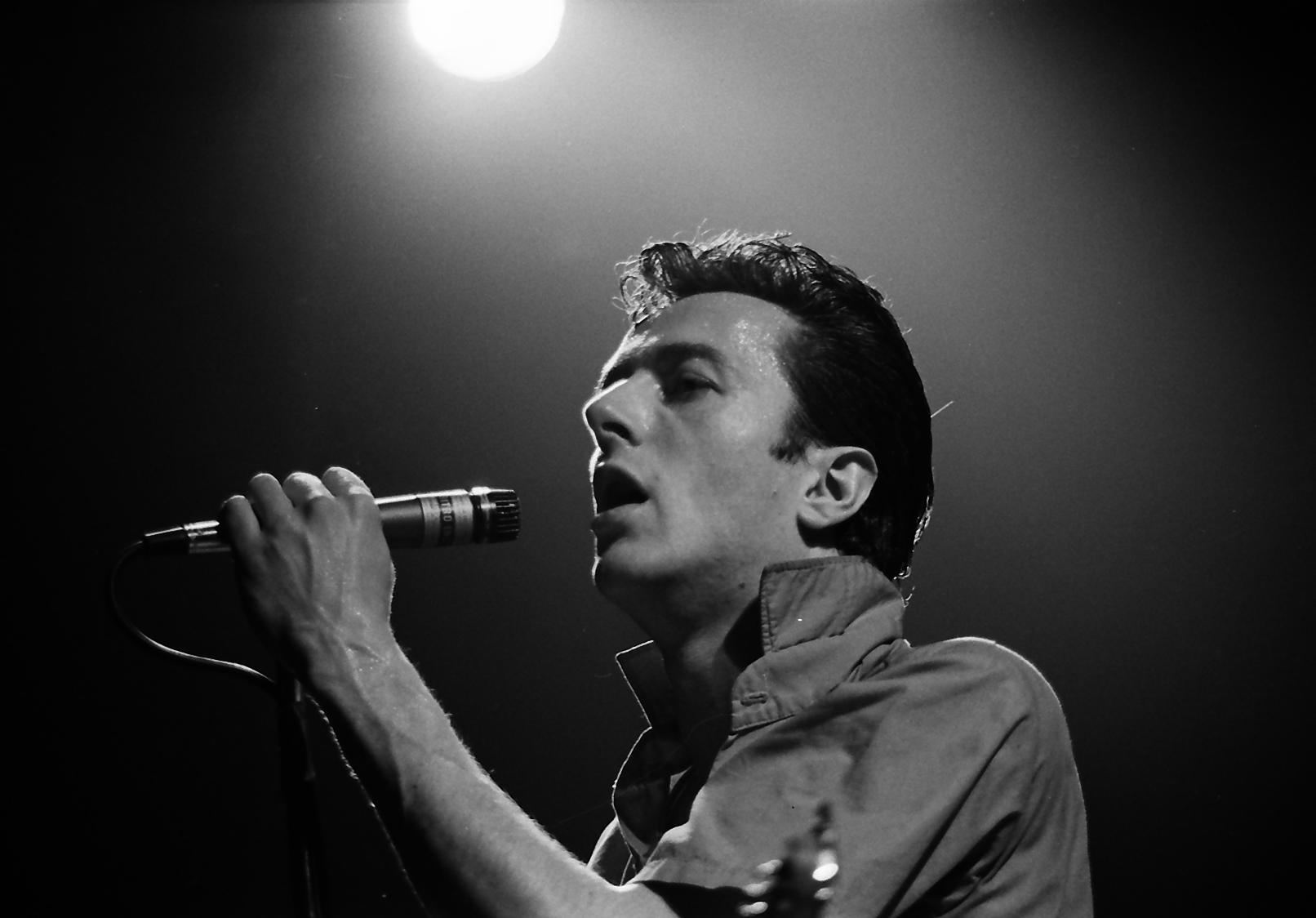
تصویری از اجرای قطعه موزیک اینجا لندن است

گروه پس از ضبط کردن دومین آلبوم استودیویی خود تحت عنوان به آنها آزادی عمل کافی بده (در سال ۱۹۷۸)، از مدیر برنامه‌های خود برنارد رودز جدا شد. این جدایی به این معنی بود که گروه می‌بایست استودیو تمرینی خود در Camden Town را ترک کند و جای دیگری برای سراییدن موسیقی پیدا کند. گروه با تأثیر گرفتن از سبک‌هایی مانند rockabilly, ska, reggae و jazz، در تابستان ۱۹۷۹ شروع به کار بر روی آلبوم کرد. مدیر تور آنها، Johnny Green برای گروه یک جای جدید برای تمرین در Vanilla Studios پیدا کرده بود که در پشت گاراژی در Pimlico قرار داشت. گروه حیلی سریع دموهایی را نوشت و ضبط کرد، که سراییدن و آرنج کردن بیشتر این دموها را Mick Jones نوشته بود و جو استرامر هم اشعار آنها را نوشته بود.
حتی به هنگام دومین آلبوم خود هم د کلش شروع به فاصله گرفتن از سبک پان راک کرده بود. گروه که در سال ۱۹۷۹ دو بار در ایالات متحده تور برگزار کرد، با هنرمندانی همچون Bo Diddley, Sam & Dave, Lee Dorsey, و Screamin' Jay Hawkins و تعدادی دیگر به همکاری پرداختند. این کار باعث گرایش آنها به راک اند رول شد که بر روی آلبوم لندن فرا می‌خواند تأثیرگذار بود.
در اوت ۱۹۷۹، گروه به Wessex Studios رفت تا شروع به ضبط کردن آلبوم لندن فرا می‌خواند کند. گروه از Guy Stevens خواست تا تهیه‌کنندگی آلبوم را بر عهده بگیرد، با وجود اینکه CBS Records از این انتخاب ناراضی بود. استیوزن مشکلات الکلی و مواد مخدری داشت و روش‌های تهیه‌کنندگی هم نامرسوم و نامتعارف بودند. در حین جلسات ضبط او نردبانی را می‌چرخاند و صندلی‌ها را بالا و پایین می‌کرد تا یک جو راک اند رولی ایجاد کند. د کلش با استیونز کنار می‌آمد، خصوصاً نوازنده گیتار بیس گروه، پل سیمونون که کار استیوز را در نواختن بیس خودش و همین‌طور به طور کلی برای تمام گروه، خیلی سودمند و سازنده می‌دانست. در حین ضبط، گروه برای گذراندن زمان فوتبال بازی می‌کرد. این راهی بود تا خودشان را به هم نزدیک‌تر کنند و ذهن خود را از موسیقی دور کنند، بازی‌ها هم شکل خیلی جدی به خود گرفته بودند. انجام این کار به متحد کردن گروه کمک کرد و باعث شد جلسات ضبط آسان‌تر و سازنده‌تر باشد. گروه در یک دوره پنج تا شش هفته‌ای آلبوم را ضبط کرد که بسیاری از ترانه‌ها در همان یکی-دو برداشت ابتدایی ضبط می‌شدند.
| نقدهای حرفه‌ای              | نقدهای حرفه‌ای |
| بررسی انتقادی              | بررسی انتقادی |
| منبع                       | رتبه‌بندی      |
| -------------------------- | ------------- |
| آل‌میوزیک                   | [ ۱ ]         |
| شیکاگو سان تایمز           | [ ۲ ]         |
| رابرت کریستگاو             | A+            |
| گاردین                     | [ ۴ ]         |
| موجو                       | [ ۵ ]         |
| پیچفورک مدیا               | ۱۰/۱۰         |
| کیو                        | [ ۷ ]         |
| رولینگ استون               | [ ۸ ]         |
| راهنمای آلبوم رولینگ استون | [ ۹ ]         |
| آنکات                      | [ ۱۰ ]        |

## دست‌اندرکاران
د کلش
- جو استرامر – خواننده، خواننده پس زمینه، گیتار ریتم، پیانو
- میک جونز – گیتار لید، پیانو، هارمونیکا، خواننده اصلی و پس زمینه
- پل سیمنن – گیتار باس، خواننده پس زمینه خواننده اصلی در «تفنگ‌های بریکستون»
- تاپر هدون – درامز، پرکاشن،

سایر دست‌اندرکاران بخش موسیقی
- میکی گلگر – ارگان
- شاخ‌های ایرلندی – موسیقی براس

تولید
- گای استیونز – تهیه‌کننده ضبط
- بیل پرایس – مهندس صوت
- جری گرین – مهندس اضافی
- ری لووری – طراحی
- پنی اسمیت – عکاسی